# Tephrina infrictaria
Tephrina infrictaria är en fjärilsart som beskrevs av Swinhoe 1885. Tephrina infrictaria ingår i släktet Tephrina och familjen mätare. Inga underarter finns listade i Catalogue of Life.